# 白米蛹螺
白米蛹螺（学名：Trivirostra oryza），又名喙猎女神螺，为猎女神螺科喙猎女神螺属的动物。

## 分佈
分布于印度-太平洋暖水区、台湾岛以及中国大陆的海南岛、西沙群岛、新加坡、马来西亚、印度尼西亚、韩国、中国大陆、台湾等地，属于暖海产。一般生活于潮间带中、低潮区或稍深（约6m）的浅海以及多栖息于珊瑚间或礁石块下面，常栖息在低潮线下。该物种的模式产地在印度尼西亚帝汶島。

## 外部連結
- 維基物種上的相關：白米蛹螺